# تورت کول (شهرستان کمین)
تورت کول (به لاتین: Tört-Kül) یک منطقهٔ مسکونی در قرقیزستان است که در استان چوی واقع شده‌است. تورت کول ۶۱۷ نفر جمعیت دارد و ۱٬۴۴۰ متر بالاتر از سطح دریا واقع شده‌است.